# Юрмытское
Юрмытское — село в Пышминском городском округе Свердловской области России.

## Географическое положение
Село Юрмытское расположено в 11 километрах (по дорогам в 13 километрах) к северо-западу от посёлка Пышма, на левом берегу реки Юрмач (левого притока Пышмы), напротив устья реки Казанки. Почти напротив села, чуть выше по течению Юрмача, расположена деревня Заречная.

## История села
Село было основано жителями Киргишанской слободы в 1677 году. Первоначальное название поселения – Новопышминская слобода, но после возникновения на реке Пышме ещё одной слободы с таким же названием оно было переименовано в Юрмытскую слободу (местное название – Юрмытско-Печёркинская слобода). За слободой числилось 10 деревень. В начале XX века в селе проводились ежегодные ярмарки: 20–30 июня и 16–26 ноября. Местные жители занимались земледелием, ловлей рыбы и охотой.

## Боголюбская церковь
Первый деревянный храм был построен в 1690 году. В 1845 году была заложена каменная трёхпрестольная церковь, которая была освящена в честь Боголюбской иконы Пресвятой Богородицы в 1860 году, а правый придел был освящён в честь апостолов Петра и Павла, левый придел во имя святого Митрофана, епископа Воронежского. Церковь была закрыта в 1939 году, а в здании были размещены мастерские МТС. Позднее храм был снесён.

## Население
| 2002 | 2010 | 2021 |
| ---- | ---- | ---- |
| 208  | ↘162 | ↘132 |